# Dunvegan Provincial Park
Dunvegan Provincial Park är en park i Kanada.   Den ligger i provinsen Alberta, i den centrala delen av landet, 3 200 km väster om huvudstaden Ottawa. Dunvegan Provincial Park ligger 354 meter över havet.
Terrängen runt Dunvegan Provincial Park är platt söderut, men norrut är den kuperad. Dunvegan Provincial Park ligger nere i en dal. Trakten runt Dunvegan Provincial Park är nära nog obefolkad, med mindre än två invånare per kvadratkilometer..
Trakten runt Dunvegan Provincial Park består till största delen av jordbruksmark.